# Regementet d'Agénois
Agénoisregementet var ett franskt linjeinfanteriregementet uppsatt 1692 och nedlagt 1749. Det var uppkallat efter historiska landskapet Agenais (Agenois) i Gascogne.

## Uniformer

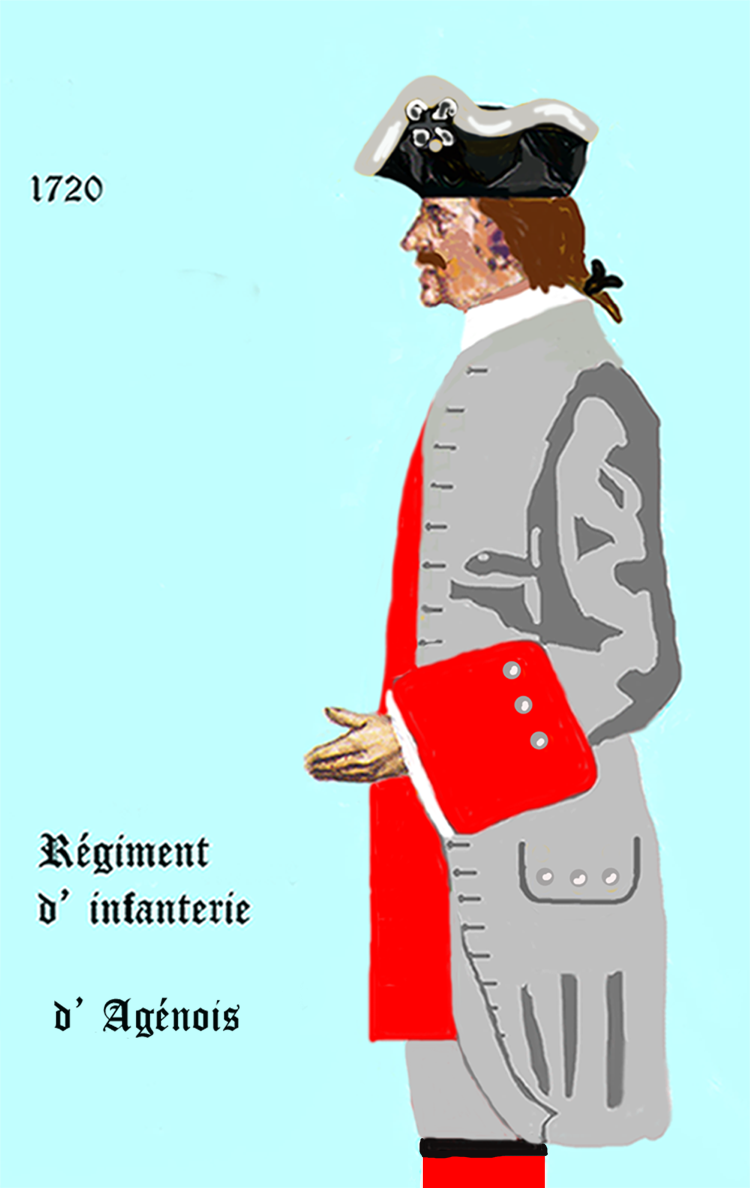
Uniformer 1720-1734
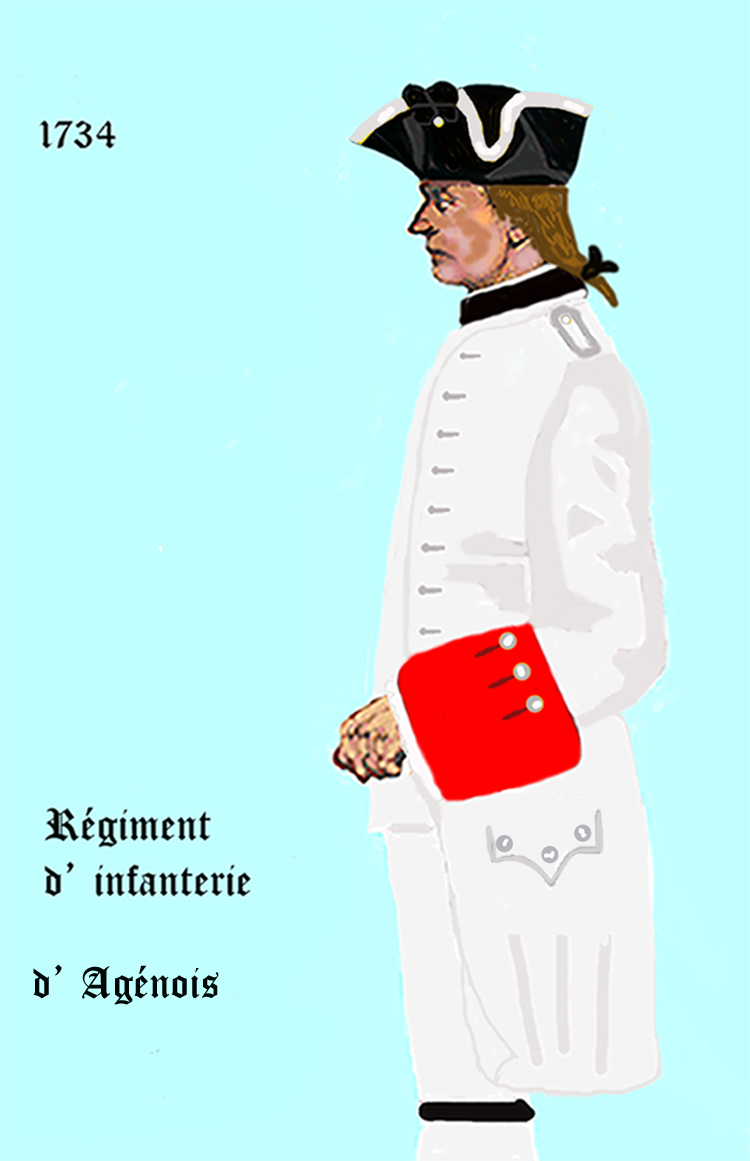
Uniformer 1734-1749